# Silicoză
Silicoză este o boală profesională pulmonară care face din grupa bolilor numită pneumoconioze. Parenchimul pulmonar este înlocuit cu țesut conjunctiv,  boala e numită după natura prafului care a determinat îmbolnăvirea, în cazul silicozei înmbolnăvirea este provocată de praful fin inhalat de siliciu. 